# FM802
株式会社FM802（エフエムはちまるに、英: FM802 Co., Ltd.）は、大阪府を放送対象地域とする同名の特定地上基幹放送局「FM802」（コールサイン：JOFV-FM 大阪 80.2MHz / 10kW）と、外国語放送実施地域（大阪市、堺市、京都市、神戸市、尼崎市、奈良市、関西国際空港）を放送対象地域とする特定地上基幹放送局「FM COCOLO」（コールサイン：JOAW-FM 大阪 76.5MHz / 10kW）の2つのFMラジオ放送事業を行っている特定地上基幹放送事業者である。「FM802」としてはJAPAN FM LEAGUE（JFL）に、「FM COCOLO」としてはMegaNetにそれぞれ加盟している。本社は大阪市北区天神橋に置いている。
正式会社名の読みは（開局当初の社名表記でもあった）「エフエムはちまるに」。オンエアでは「エフエム・エイト・オー・ツー」とアナウンスされることもある。

## 概要
1989年6月1日、近畿地方で2局目の民放FMラジオ局として開局した。1980年代後半以降に大都市圏に新たに開設されたFMラジオ局は、1985年開局のFM横浜、1988年開局のJ-WAVEに代表されるように、既存ラジオ局の系列に属さず、音楽番組を中心に流し続けるミュージック・ステーションを目指したが、FM802もファンキーな若者向け音楽番組中心の路線をとることで既存在阪局や先行する首都圏のFM局との差別化を行おうとした。
開局以来のキャッチフレーズは「FM」を「FUNKY MUSIC」とかけた「FUNKY MUSIC STATION FM802」。開局告知時の広告では、大阪弁で「左へひねらんかい!」というコピーが使われた。これは、その局名が示す通り親局の周波数が80.2MHzであることから、アナログ式のFMチューナーだと在阪の先発2局よりも周波数の位置が左側に来るため（FM大阪：85.1MHz、NHK大阪FM放送：88.1MHz）、そこに選局するように伝えたものであった（ちなみに、後に第2波として運営することになるCOCOLOは76.5MHzで802より左側に来るが、802開局時、FM COCOLOは未開局だった）。2004年の開局15周年以降はこれに加え「meet the music on the radio」というキャッチフレーズも使用している。これは「hear」とも「listen」とも少し違う音楽と「meet」する（出会う）場でありたいという意味合いがある。
1989年6月1日0時、「FM802社長の服部です。平成元年6月1日午前0時、FUNKY MUSIC STATION FM802は、只今より開局します! SWITCH IS ON!!!」という社長のコールにより本放送が開始され、正式に開局した。開局コールに続けて、「The Heat Is On／グレン・フライ」の替え歌である「The Switch Is ON」を放送。この曲は現在も放送開始時に放送されている。以来ファンキーな選曲やDJが集結するラジオ局として認知されている。
開局以降はそれまで関西地区で聴取率トップだったエフエム大阪を完全に抜き去り、若年層のシェアに至っては在阪AM各局の追随を許していない。さらに2009年12月調査では12－69歳でも単独首位になった。独走態勢は2020年代も続いており、近年では
- 2021年12月調査によると76回連続で首位であり、802はコアターゲットとする世代（16歳から34歳）におけるシェア率が在阪FM全局で77.2％、在阪ラジオ全局で62.1％にも昇っている[9][10]。
- 2022年12月調査によると78回連続で首位であり、802はコアターゲットとする世代（16歳から34歳）におけるシェア率が在阪FM全局で71.0％、在阪ラジオ全局で55.0％にも昇っており、在阪ラジオ全体でのシェアを多少は落としたものの、それでも半数以上である[11]。

またJFL中でも聴取率が高い。

### 1局2波体制へ
2010年4月から、同じエリア内のFM放送会社である「関西インターメディア」（FM COCOLO）の編成や番組制作を、事実上FM802が委託され放送を行っていた。一部を除いた番組でFM802の現役DJや過去に出演していたDJが出演するなど、いわゆる「1局2波」状態となっていた（ただ琉球放送・琉球朝日放送のような社屋共有や人事の相互出向といった交流はないのでやや趣は異なる）。
この段階ではマスメディア集中排除原則の関係から完全な合併は行えない状態であった。2011年3月に総務省が集中排除原則の大幅緩和を発表し、放送対象地域にかかわらずラジオ局同士の合併が可能になった。これを受け、2012年4月、関西インターメディアから事業を譲り受ける形でFM COCOLOの運営を開始することとなり、名実ともに1局2波体制の放送が行われる。日本の地上波民間放送で1局2波体制となるのは日経ラジオ社（ラジオNIKKEI）第1・第2放送に続いて2社目、FM局としては初である。

## 所在地
本社
〒530-8580 大阪府大阪市北区天神橋2丁目北2番6号 大和南森町ビル8・9階 
東京支社
〒105-0001 東京都港区虎ノ門1丁目1番12号 虎ノ門ビル7階

## 送信所
| 親局   | 周波数   | 空中線電力 | 所在地                              | 備考 |
| ------ | -------- | ---------- | ----------------------------------- | --- |
| 大阪   | 80.2 MHz | 10 kW      | 大阪府大東市北条2377番地 （飯盛山） | 送信鉄塔はNHK大阪FM放送・FM大阪と共用。 送信所の建物と送信用アンテナは単独で設置。                          |
| 中継局 | 周波数   | 空中線電力 | 所在地                              | 備考 |
| 中能勢 | 78.3 MHz | 10W        | 大阪府豊能郡能勢町野間西山88番地    | 送信所の建物・鉄塔はNHK大阪FM放送・FM大阪・テレビ大阪と共用。 送信用アンテナはNHK大阪FM放送・FM大阪と共用。 |

出典 
可聴エリアは、大阪府全域、奈良県と滋賀県のほぼ全域、京都府中南部、兵庫県南部、丹波、淡路島、和歌山県北部、徳島県東部、香川県東部、三重県西部、岡山県東部（備前市、美作市の一部地域）、鳥取県南東部、高知県東部の一部地域である。

## 資本構成
企業・団体の名称、個人の肩書は当時のもの。出典：

### 2016年3月31日
| 資本金 | 発行済株式総数 | 株主数 |
| ------ | -------------- | ------ |
| 15億円 | 30,000株       | 61     |

| 株主                 | 株式数  | 比率   |
| -------------------- | ------- | ------ |
| ニッポン放送         | 3,300株 | 11.00% |
| 毎日放送             | 3,120株 | 10.40% |
| 朝日新聞社           | 1,890株 | 06.30% |
| 読売新聞大阪本社     | 1,250株 | 04.16% |
| 毎日新聞社           | 1,200株 | 04.00% |
| 共同通信社           | 1,200株 | 04.00% |
| 大和証券グループ本社 | 1,020株 | 03.40% |
| ぴあ                 | 0,900株 | 03.00% |
| 大阪府               | 0,750株 | 02.50% |
| 大阪市               | 0,750株 | 02.50% |
| 大阪瓦斯             | 0,750株 | 02.50% |
| 関西電力             | 0,750株 | 02.50% |
| 住友生命保険         | 0,750株 | 02.50% |
| 日本生命保険         | 0,750株 | 02.50% |
| 大阪商工会議所       | 0,720株 | 02.40% |

## 各種配信
以下の衛星放送やコミュニティ放送局、インターネットラジオでは、FM802の番組を配信している。
- SOUND PLANET（USENのCSデジタル音楽放送）

2004年から開始。CMの間はBGMに差し替えている。
- モバHO!（モバイル放送の衛星デジタル放送モバイルサービス）

2004年から2009年3月末まで再放送を行っていた。CMの間はBGMに差し替えていた。
- FMひがしおうみ（Radio Sweet、コミュニティ放送）

滋賀県東近江市が主たるサービスエリア。2022年3月末まで再送信を行っていた。番組により飛び降りまたは飛び乗りがあった。CMのBGM差し替えは無かった。
- DARAZコミュニティ放送（DARAZ FM、コミュニティ放送）

2010年6月から2014年5月まで再放送を行っていた。鳥取県米子市を主たるサービスエリアとしている。1週間の編成の約50％がFM802の編成となっていた。CMの間はBGMに差し替えていた。飛び乗り・飛び降りは行われなかった。
- radiko（IPサイマルラジオサービス）

放送局記号は「802」。
2010年3月15日から、他の在阪ラジオ5局と共同でインターネットでのサイマル放送を開始した。FM802の全番組がCMを含めて配信されている。ただし、このサービスは地方局に配慮して、当面の間は配信エリアを大阪府・京都府・兵庫県・奈良県の2府2県に制限していたが、同年12月1日に滋賀県・和歌山県にも拡大している。2014年4月1日より月額有料制の「radiko.jpプレミアム」も開始され、日本全国で聴取が可能となった。
- LISMO WAVE（モバイルIPサイマルラジオ）

2011年1月26日から2019年9月30日まで、KDDIと全国FM連合との共同でauのスマートフォンに対応したインターネットでの有料サイマル配信を行っていた。日本全国で聴取が可能であった。
2005年にiTunes Music StoreのポッドキャストでPodcast802も始まった。

### ケーブルテレビ
以下のCATV事業者はFM802を再放送している。
| - 広域 - eo光テレビ（近畿広域圏） - スカパー!光（大阪府、兵庫県、徳島県） - 三重県 - 伊賀上野ケーブルテレビ（ICT） - 福井県 - 嶺南ケーブルネットワーク（RCN） - 滋賀県 - ZTV | - 奈良県 - 近鉄ケーブルネットワーク（KCN） - こまどりケーブル（KCNの系列局） - 岡山県 - 岡山ネットワーク（oniビジョン） - 倉敷ケーブルテレビ（KCT） - 吉備ケーブルテレビ - 徳島県 - ケーブルテレビ徳島（TCN） - 香川県 - ケーブルメディア四国（CMS） - 高知県 - 高知ケーブルテレビ（KCB） |

## 特徴
後発局であったため、ニッポン放送で編成部長を務めた石原捷彦（元社長、現相談役）とラジオ大阪出身の栗花落光（つゆり・ひかる、現会長）を中心とした編成陣が、有線放送や既存のAM・FM局との差別化のため、18 - 34歳をターゲットにした音楽を中心に放送する方針を固めた。オリコンなどに左右されない独自の選曲基準があり、当初から
1. 演歌は流さない[註 4]
2. アイドルは流さない
3. 系列の音楽出版社を作って出版権を取った音楽ばかりを流すことはしない

という方針を取っていた。このため、旧ジャニーズ・ハロープロジェクトや秋元康プロデュースのAKB48グループなどのアイドル・WACK系・韓流アイドルのそれぞれ大部分の曲は原則流さない。ジャニーズ以外の男性アイドル、すなわちEBiDAN（後述の一部除く）・BOYS AND MEN・MAG!C☆PRINCEもオンエアしていない（ただし、2010年代に入ってからは有線（特にB01チャンネル）でのオンエアが多いアーティストも積極的にオンエアしている。韓流アイドル全般やNiziU、LAPONEエンタテインメント所属のグループ（JO1など）、BiSHのメンバーであるアイナ・ジ・エンド、スターダストのうちDISH//、Da-iCEなどの楽曲などはオンエアされ、ゲストとして番組に登場することもあるなど、選曲が柔軟になってきている。また、DISH//の北村匠海は2021年、Da-iCEの花村想太は2022年、アイナ・ジ・エンドは2024年のACCESSキャンペーンにそれぞれ参加し、元NMB48の山本彩はレギュラー番組を持っていた。DISH//・Da-iCE・山本彩および元関ジャニ∞の渋谷すばるは主催イベントにも出演した）。三浦大知を除くライジングプロダクション所属アーティストの曲もオンエアしていない。
- 1990年代後半の安室奈美恵を筆頭とした「小室ブーム」の時には、「選曲の差別化」を図るために1996年6月以後小室哲哉がプロデュースした楽曲を流さなくなった[註 17][30][註 18][註 19]。このため一時はFM OSAKAなどに聴取率で迫られる苦境にあったが[20]、「オリコンを参考にどの局も同じ曲をかけるようでは音楽シーンによくない」と方針を変えなかった[20]。若者向け音楽に重点を置く戦略により、在阪AM各局で1990年代以降、若年層向けの番組が次々と打ち切られた事から証明されるように、若年層リスナーを在阪AM各局（朝日放送〈現：朝日放送ラジオ〉・毎日放送〈現：MBSラジオ〉・ラジオ大阪）から吸い上げることにはある程度の成功をおさめた（この点はエフエム大阪も同様のことが言える）。
- 一方、ビーイング系の楽曲については、後述のヘヴィー・ローテーションでは取り上げなかったが、オンエア制限は行われていない。また関西地区でのコンサートやイベントを主催・後援することがある。またビーイングが大阪に設立したGIZA StudioのスポットCMや関連番組のナレーターを浅井博章が担当した時期があり、その関係で浅井博章がDJを務める番組においては、ビーイング系楽曲が流れる頻度が高い。
- なお、FM COCOLOについては、もともと外国語放送局として開局した経緯から、放送する楽曲は洋楽がメインであり、邦楽については多く流れるわけではないが、本放送局による経営となった後も、局の生い立ちやリスナーターゲット[註 20]が異なるため、802ではオンエアされない嵐およびSMAPなどのジャニーズ事務所系や、AKB48、ハロープロジェクト関連など上記を含む幅広いジャンルの曲が流れることがある他、ジャニーズ事務所の取締役だった頃の近藤真彦が司会のレギュラー番組を制作したことがあるなど、独自の路線を取っている。

また街での認知度・聴取率を高めるために、車に貼る「バンパーステッカー」を他局に先駆けて導入したほか、802発のヒット曲発信を目指した「ヘヴィー・ローテーション」システムも本放送局が日本ではじめて導入した（次項を参照）。イベント開催にも力を入れており、開局翌年の1990年から開催している「MEET THE WORLD BEAT」をはじめ、様々な音楽イベントやロックフェスを開催している。
本放送局の各番組・コーナーでの提供クレジットのアナウンスは、すべて英語となっている（例："This Program is (was) brought to you by （スポンサー名）."）。
本放送局はAM局を含む在阪他局と異なり、自社制作番組に専用メールアドレスが存在しない。メッセージやリクエスト、プレゼント応募は基本的に公式サイト内からのリクエストフォームから受け付けているが、FAXでのリクエストも可能であったが、2023年9月現在は受け付けていない。
放送番組審議会は、同じ株式会社FM802として運用しているCOCOLOと一括して行われているため、公式HPには「FM802放送番組審議会レポート」というタイトルが付けられているにもかかわらず、月によっては802側の番組ではなくCOCOLO側の番組が採り上げられる場合がある。また、過去分は閲覧できない。

### ヘヴィー・ローテーション
番組制作に携わる802社員やDJ、スタッフ、制作会社の推挙により番組を問わず積極的に流すヘヴィー・ローテーションが選ばれている。ラジオ局やFM802の存在感を高めるため、FM802発のヒットであることがはっきりわかる新人アーティストの曲で、ドラマやCMの大型タイアップがない曲を選んできた。2021年12月時点で、累計773もの楽曲（洋楽388曲・邦楽385曲）が選ばれてきた。開局当初は不定期更新で複数曲選ばれたり、1曲しか選ばれなかったりバラバラだったが、1991年3月から毎月洋邦1曲ずつ選ばれる現在のシステムになっている（例外として2008年7月のみ邦楽が2曲選ばれている）。ただし、1995年1月の17日以降と2月は阪神・淡路大震災があった影響でヘヴィー・ローテーションはなかった。
2004年には、開局15周年を記念して、ヘヴィー・ローテーションに選ばれた曲を集めたコンピレーション・アルバムが発売されている。
USENでのオンエアが多いアーティストも多数輩出している。

### 802wannabes
本放送局には「802wannabes」（エイトオーツーワナビーズ）という2008年に発足した学生サポーター組織が存在する。メンバーは基本的に本放送局が行う各種イベント（#ライブイベント等の項目も参照）や各番組の公開収録イベントなどで現地においての手伝い・補助という形で参加しているが、イベント内企画・運営に携わることもある。
年1回新規メンバーが募集され、応募資格は関西在住の18歳以上の学生（大学生・専門学生・短大生）。

### 番組ネット等
JFLの特性上、他局制作番組のネット受けはJFNなどの他系列に比べ非常に少ない。2025年4月現在、該当するのはJ-WAVE制作の『UR LIFESTYLE COLLEGE』・『DIVE TO THE NEW WORLD』の2番組である。かつては自社制作番組の『Walkin'Talkin' -徒然ダイアローグ-』および『木下グループ Beautiful Harmony』がMegaNet系列のInterFM897・Radio NEOにネット（前者はInterFM897・Radio NEOが先行ネット、後者は同時ネット）されていた。
長らく在阪ラジオ局で唯一ラジオショッピング番組を放送していなかったが、2010年9月より平日において、ラジオショッピングコーナーを設けて放送していた。2022年4月からは再び放送を取りやめている。放送されていたコーナーは以下の通り（内包先番組は放送終了当時のもの）。
- 快適生活 - 「快適生活 SHOP STATION」（月 - 木曜日の『on-air with TACTY IN THE MORNING』、『UPBEAT!』、『THE NAKAJIMA HIROTO SHOW 802 RADIO MASTERS』・金曜日の『BRIGHT MORNING』、『FRIDAY Cruisin' Map!!』内で放送）（ - 2022年3月）
- はぴねすくらぶ - 「はぴねすくらぶ RADIO CART」（月 - 木曜日の『UPBEAT!』内、金曜日の『BRIGHT MORNING』内で放送）（ - 2020年3月）
- ジャパネットたかた - 「ジャパネット RADIO DIRECT」（月 - 木曜日の『THE NAKAJIMA HIROTO SHOW 802 RADIO MASTERS』内で放送）（ - 2019年3月）
- 日本直販 - 「RADIO SHOPPER'S NAVI」（月 - 木曜日の『THE NAKAJIMA HIROTO SHOW 802 RADIO MASTERS』内、金曜日の『Ciao! MUSICA』内で放送）（ - 2018年3月）

また、在阪ラジオ局で唯一、全国紙5社（朝日・毎日・読売・産経・日経）のCMを流している。また、AM局を中心に放送されている再春館製薬所（痛散湯）のCMも本放送局で放送されている。

### スペースシャワーTVとの関係
スペースシャワーTV（SSTV）とは資本関係はないが、本放送局の栗花落とスペースシャワーネットワーク元会長の中井猛とは、栗花落がラジオ大阪、中井が渡辺プロダクション（大阪支社）時代からの盟友関係にあり、中井は大阪のプロモーター・GREENS（「MEET THE WORLD BEAT」や「SWEET LOVE SHOWER」（後述）も同社が運営を担当）の親会社であるヒップランドコミュニケーションズの過半数を所有する筆頭株主であることもあって緊密な関係を築いている。
- 大阪で行われる「SWEET LOVE SHOWER」を本放送局と共同で主催。2004年の同イベントは「80215 & SPACE SHOWER TV 15th ANNIVERSARY SPECIAL」の冠を付け、両局の開局15周年を祝った。東京（2007年以降山中湖）で行われるイベントはSSTVの単独主催だが、2008年はZIP-FMや山梨県内の民放各局とともに後援に名を連ねる。
- 「MEET THE WORLD BEAT」以外にも、「MINAMI WHEEL」をはじめとする本放送局主催のイベントにSSTVが後援（MTVジャパン、MUSIC ON! TVなど他の音楽チャンネルが後援することもあるが、SSTVより頻度は低い）。逆に、「SPACE SHOWER Music Video Awards」（MVA、2006年まで）や「スペースシャワー列伝」などSSTV主催のイベントに本放送局が後援することもある。
- 本放送局で活躍したDJがSSTVのVJを務めている（過去には、ちわきまゆみ・鈴木しょう治・マーキー・ブライアン・バートンルイスらがいる。ちわきはSSTVの番組審議委員を務めていたこともある） 。
- 2001年には、スペースシャワーネットワークと、FM802を含むJAPAN FM LEAGUE（JFL）加盟5局・レコード会社により、インターネット配信を行う株式会社ビートリップを立ち上げ（10月。2004年3月会社解散）たり、CHEMISTRYのプレミアムライヴをFM802とSSTVで同時生中継した（12月。CS放送とFM局が公開ライヴを同時生中継するのは史上初[36]）。

## 編成
放送時間
- 放送時間は月曜日から日曜日まで24時間放送であるが月に1 - 2回程度月曜未明（日曜深夜）の1:00 - 5:00（25:00 - 29:00）の間は放送を休止する（番組表では「FREE SPIRIT （放送休止日）」 と表示される ）。

番組改編比率もAM局を含めた在阪ラジオ局では最も少ない。ただ、2008年秋改編では2009年に開局20周年を迎えるのを前提に、平日のワイド番組・DJなどを大幅に刷新する改編を行った。

## 沿革
- 1988年（昭和63年）9月28日 - 株式会社エフエムはちまるに[註 27]設立。設立当初はニッポン放送・毎日放送の支援を受けていた。
- 1989年（平成元年）
  - 1月20日 - §ＦＭ８０２＼エフエムはちまるに の商標登録を出願[37]。
  - 6月1日 - FMでは全国31番目、大阪で2番目に本放送開始。
- 1991年（平成3年）11月29日 - §ＦＭ８０２＼エフエムはちまるに が商標登録を受ける[37]。
- 1993年（平成5年） - JAPAN FM LEAGUE（JFL）結成。
- 1995年（平成7年）12月25日 - 超短波文字多重放送「Watch-me」開始。
- 2003年（平成15年）6月 - 株式会社エフエムはちまるにから株式会社FM802に商号変更。
- 2004年（平成16年）4月30日 - 超短波文字多重放送「Watch-me」終了。
- 2006年（平成18年）6月1日 - 「802 mobile premium」オープン。Podcast802の一部やジングル、DJボイスが携帯でも配信開始。
- 2008年（平成20年）10月6日 - 平日・土曜を中心とした大改編を実施。平日に至っては全ての番組が改編・リニューアルした。
- 2010年（平成22年）
  - 3月15日 - 他の在阪ラジオ5局と共同でインターネットでのサイマル放送「radiko.jp」を試験的に開始（大阪・京都・兵庫・奈良の2府2県限定）[18][19]。放送局記号は「802」。
  - 12月1日 - 「radiko.jp」による本配信を開始。新たに滋賀県・和歌山県を配信エリアに加えたことに伴い、関西2府4県から利用可能になった。
- 2013年（平成25年）3月 - 開局時から本放送局でDJを務めていたヒロ寺平[註 28]とシャーリー富岡が卒業。
- 2014年（平成26年）
  - 4月 - 月額有料制サービス「radiko.jpプレミアム」を開始し、日本全国から聴取可能となった。
  - 9月 - 2013年及び2014年のDJオーディションで選ばれた新人DJ6名が加入。新番組『LNEM 〜エルネム〜』を日替わりで担当。
- 2015年（平成27年）10月 - 週末を中心とした改編を実施。開局から放送されてきた『SUNDAY SUNSET STUDIO』および『JOY SQU-AIR』が終了したことにより、開局以来放送されてきた自社制作の洋楽専門番組が姿を消した。
- 2016年（平成28年）
  - 4月 - DJの交代を中心とした改編を実施。1995年から21年間に渡り放送されてきた『SUPER J-HITS RADIO』が3月をもって本放送局での放送を終了し、姉妹局であるFM COCOLOの毎週日曜 19:00 - 21:00へ移動。同番組DJの加藤美樹と『SATURDAY AMUSIC ISLANDS -AFTERNOON EDITION-』DJのマーキーが卒業。土曜日深夜の『LNEM 〜エルネム〜』が廃枠となり、『All Nighter』（事実上のフィラー番組）を開始。
  - 10月 - 3月と同じく、DJの交代を中心とした小規模な改編を実施。高樹リサ・田淵麻里奈・田中乃絵の3名がDJ陣に加入した。
- 2018年（平成30年）
  - 4月 - 平日を中心とした改編を実施。開局時からDJを務めてきた山添まりが802を卒業し、FM COCOLOの人気DJであった大久保かれんに代わって新番組の『PRIME STYLE』を担当。それにより、開局時からの在籍DJは伊藤政則のみとなる。
- 2022年（令和4年）
  - 3月9日 - この日の『UPBEAT!』放送中の13時50分頃に放送システムに不具合が発生し放送が一時中断され、同時にFM COCOLOの放送も一時中断した。14時18分頃[38]に復旧し放送を再開し、FM COCOLOも15時15分ごろに放送を再開した[39][40][41]。FM802では該当時間帯の番組『THE NAKAJIMA HIROTO SHOW 802 RADIO MASTERS』を担当する中島ヒロトが、FM COCOLOでは該当時間帯の番組『Wonder Garden』を担当する池田なみ子が、それぞれ機械トラブルによる送信不具合であった事を報告した。FM802は「システムトラブルが原因」と説明している[41]。
- 2023年（令和5年）
  - 4月 - 深夜を中心とした改編を実施。『OSAKAN HOT 100』DJの西田新と『SATURDAY AMUSIC ISLANDS -AFTERNOON EDITION-』DJの吉村昌広が卒業。月曜日から木曜日の深夜の『LNEM 〜エルネム〜』が廃枠となり、『RADIO CONTINUOUS』（フィラー番組）を開始。
- 2025年（令和7年）
  - 4月 - 2年ぶりとなる番組改編を実施。新たに、同一番組をFM COCOLOと同時放送する『FM 802 & FM COCOLO DUAL MUSIC PROGRAM』を一部番組に導入[42]。

## キャンペーン
- ACCESS!

2006年より3月を中心に、局をあげてのキャンペーン「ACCESS」を展開している。新生活が始まる春に、FM802が開催もしくは協賛するライブイベントやアート情報などをラジオを通して発信し、音楽、映画、アートとの出会い、人やラジオとのつながりを深めていくことをテーマとしている。
2016年のみ「JFL×TSUTAYA ACCESS!」キャンペーンという名称で、本放送局単独からJFL全体のキャンペーンとして実施された。
- ROCK THE SUMMER（毎年夏にロックイベントなどを紹介するキャンペーン）
- Power Of Music （JFL共同キャンペーン、2002年 - 2007年、毎年9月）

## ライブイベント等
MEET THE WORLD BEAT
1990年より、毎年7月に日本最大級のオムニバスフリーライブイベント「MEET THE WORLD BEAT」を開催。約7000組が招待されるライブに対して応募数は非常に多く、2004年は230万通の応募があった。イベントへの入場料が無料にもかかわらず、参加アーティストはMr.Children、スピッツ、ゆずなど大物も多い。スペースシャワーTV（SSTV）やスカイパーフェクTV!が後援しており、ライブの模様はSSTVで生中継、FM802ではダイジェストで放送されている。2023年から有料の野外音楽フェスティバルに移行。
FUNKY MARKET
1993年4月より開始し、現在は毎年5月3日に万博記念公園自然文化園お祭り広場で開催しているフリーマーケットイベント。約300のブースの中には事前応募で選ばれた一般出店ブースとDJ・番組スタッフ出店ブース、協賛スポンサーブース、屋台ブースなどがある。会場内放送はDJが交代で担当しており、公開生放送やアコースティックライブも行われる。
REQUESTAGE
2002年より大阪城ホールで開催しているライブイベント。2012年までは「ROCK KIDS 802」の番組ライブとして開催。2013年以降は「FM802 SPECIAL LIVE」としてMEET THE WORLD BEATと同様、局をあげてのイベントとなる。ライブの模様は番組内でダイジェストで放送されている。

MINAMI WHEEL
毎年10月または11月にミナミで開催されるサーキットライブイベント。
RADIO CRAZY
開局20年目を迎えた2009年より開催されている、年末恒例の屋内型ロックフェスティバル。
RADIO MAGIC
開局25周年を迎えた2014年5月31日と6月1日に大阪城ホールで開催されたオリジナルコンサート。KREVA、三浦大知、家入レオ、いきものがかり、flumpool などが出演した。その後、5年ごとに開催。
リスパレ！LIVE
2024年より開催されているアニメソングライブイベント。アニメ音楽メディア「リスアニ!」とFM802「802 Palette」によるライブとして開催。

## オフィシャルチャート
『OSAKAN HOT 100』
オンエア回数、CDアルバムセールス、レコチョクによるダウンロードセールスを基にした洋邦混合チャート。
『J-HITS TOP 20』
京阪神のTSUTAYA CDシングルレンタルのデータ、本番組へのリクエスト数、オンエア回数を基にした邦楽限定のチャート。『SATURDAY AMUSIC ISLANDS AFTERNOON EDITION』内で放送。

## 番組

### 放送中の番組
2025年4月1日現在（公式サイト内の タイムテーブル に基づくもの）。

| 時 | WEEKDAY | FRIDAY                                                                                       | SATURDAY                                                       | SUNDAY                                                     | 時 |
| -- | --- | -------------------------------------------------------------------------------------------- | -------------------------------------------------------------- | ---------------------------------------------------------- | -- |
| 5  | DAYBREAK●- 飯室大吾（月・火） / 西田新（水・木・金） | DAYBREAK●- 飯室大吾（月・火） / 西田新（水・木・金）                                         | WEEKEND PLUS● - 田中麻希                                       | WEEKEND PLUS● - 田中麻希                                   | 5  |
| 6  | on-air with TACTY IN THE MORNING- 大抜卓人 | BRIGHT MORNING★ - 内田絢子                                                                   | WEEKEND PLUS● - 田中麻希                                       | WEEKEND PLUS● - 田中麻希                                   | 6  |
| 7  | on-air with TACTY IN THE MORNING- 大抜卓人 | BRIGHT MORNING★ - 内田絢子                                                                   | SATURDAY AMUSIC ISLANDS MORNING EDITION★ - 板東さえか          | SUPERFINE SUNDAY- 浅井博章                                 | 7  |
| 8  | on-air with TACTY IN THE MORNING- 大抜卓人 | BRIGHT MORNING★ - 内田絢子                                                                   | SATURDAY AMUSIC ISLANDS MORNING EDITION★ - 板東さえか          | SUPERFINE SUNDAY- 浅井博章                                 | 8  |
| 9  | on-air with TACTY IN THE MORNING- 大抜卓人 | BRIGHT MORNING★ - 内田絢子                                                                   | SATURDAY AMUSIC ISLANDS MORNING EDITION★ - 板東さえか          | SUPERFINE SUNDAY- 浅井博章                                 | 9  |
| 10 | on-air with TACTY IN THE MORNING- 大抜卓人 | BRIGHT MORNING★ - 内田絢子                                                                   | SATURDAY AMUSIC ISLANDS MORNING EDITION★ - 板東さえか          | SUPERFINE SUNDAY- 浅井博章                                 | 10 |
| 11 | UPBEAT!- 加藤真樹子 | BRIGHT MORNING★ - 内田絢子                                                                   | SATURDAY AMUSIC ISLANDS MORNING EDITION★ - 板東さえか          | SUPERFINE SUNDAY- 浅井博章                                 | 11 |
| 12 | UPBEAT!- 加藤真樹子 | FRIDAY Cruisin' Map!! - 飯室大吾                                                             | SATURDAY AMUSIC ISLANDS AFTERNOON EDITION - 樋口大喜           | OSAKAN HOT 100★ - 高樹リサ                                 | 12 |
| 13 | UPBEAT!- 加藤真樹子 | FRIDAY Cruisin' Map!! - 飯室大吾                                                             | SATURDAY AMUSIC ISLANDS AFTERNOON EDITION - 樋口大喜           | OSAKAN HOT 100★ - 高樹リサ                                 | 13 |
| 14 | THE NAKAJIMA HIROTO SHOW 802 RADIO MASTERS- 中島ヒロト | FRIDAY Cruisin' Map!! - 飯室大吾                                                             | SATURDAY AMUSIC ISLANDS AFTERNOON EDITION - 樋口大喜           | OSAKAN HOT 100★ - 高樹リサ                                 | 14 |
| 15 | THE NAKAJIMA HIROTO SHOW 802 RADIO MASTERS- 中島ヒロト | FRIDAY Cruisin' Map!! - 飯室大吾                                                             | SATURDAY AMUSIC ISLANDS AFTERNOON EDITION - 樋口大喜           | Chillin' Sunday - 落合健太郎                               | 15 |
| 16 | THE NAKAJIMA HIROTO SHOW 802 RADIO MASTERS- 中島ヒロト | FRIDAY Cruisin' Map!! - 飯室大吾                                                             | SATURDAY AMUSIC ISLANDS AFTERNOON EDITION - 樋口大喜           | Chillin' Sunday - 落合健太郎                               | 16 |
| 17 | THE NAKAJIMA HIROTO SHOW 802 RADIO MASTERS- 中島ヒロト | FRIDAY Cruisin' Map!! - 飯室大吾                                                             | SATURDAY AMUSIC ISLANDS AFTERNOON EDITION - 樋口大喜           | Chillin' Sunday - 落合健太郎                               | 17 |
| 17 | 17:51- アコム Somethin'New - 樋口大喜 | FRIDAY Cruisin' Map!! - 飯室大吾                                                             | SATURDAY AMUSIC ISLANDS AFTERNOON EDITION - 樋口大喜           | Chillin' Sunday - 落合健太郎                               | 17 |
| 18 | EVENING TAP- 浅井博章（月・火） / 田中乃絵（水・木） | RADIO ANTHEMS●- 深町絵里                                                                     | MAGIC NUMBER 802- 早川和余                                     | UR LIFESTYLE COLLEGE- 吉岡里帆（J-WAVE制作）               | 18 |
| 19 | EVENING TAP- 浅井博章（月・火） / 田中乃絵（水・木） | RADIO ANTHEMS●- 深町絵里                                                                     | MAGIC NUMBER 802- 早川和余                                     | NEO(N)POP- 豊田穂乃花                                      | 19 |
| 20 | EVENING TAP- 浅井博章（月・火） / 田中乃絵（水・木） | DESIGN YOUR FANTASTIC FUTURE - 中島颯太（FANTASTICS from EXILE TRIBE）                       | MAGIC NUMBER 802- 早川和余                                     | NEO(N)POP- 豊田穂乃花                                      | 20 |
| 21 | ROCK KIDS 802-OCHIKEN Goes ON!!-★（木のみ） - 落合健太郎 - （木）23:00 Next To You - Perfume                                                                      | ROCK KIDS 802-Lisa Lit Friday- - 高樹リサ - 23:00 松原市 Radio Fields - 山村隆太（flumpool） | Roundtable with Komaki- 土井コマキ                             | 802 BINTANG GARDEN (週替わり)                              | 21 |
| 22 | ROCK KIDS 802-OCHIKEN Goes ON!!-★（木のみ） - 落合健太郎 - （木）23:00 Next To You - Perfume                                                                      | ROCK KIDS 802-Lisa Lit Friday- - 高樹リサ - 23:00 松原市 Radio Fields - 山村隆太（flumpool） | Roundtable with Komaki- 土井コマキ                             | MUSIC FREAKS-Tele/ なち（サバシスター） （隔週担当）       | 22 |
| 23 | ROCK KIDS 802-OCHIKEN Goes ON!!-★（木のみ） - 落合健太郎 - （木）23:00 Next To You - Perfume                                                                      | ROCK KIDS 802-Lisa Lit Friday- - 高樹リサ - 23:00 松原市 Radio Fields - 山村隆太（flumpool） | Roundtable with Komaki- 土井コマキ                             | MUSIC FREAKS-Tele/ なち（サバシスター） （隔週担当）       | 23 |
| 23 | 23:48- MUSIC Play-STANDARD - 週替わり | 23:48- MUSIC Play-STANDARD - 週替わり                                                        | 802 PSY TONE RADIO - 斎藤宏介（TenTwenty/UNISON SQUARE GARDEN) | MUSIC FREAKS-Tele/ なち（サバシスター） （隔週担当）       | 23 |
| 0  | - [MONDAY] MIDNIGHT GARAGE - 土井コマキ - [TUESDAY] FLEEKLOUNGE - 板東さえか - [WEDNESDAY] THE OVERSEAS - 深町絵里 - [THURSDAY] RADIO ∞ INFINITY - ハタノユウスケ | ROCK ON● - 伊藤政則                                                                          | BUGGY CRASH NIGHT- JIRO（GLAY）                                | DIVE TO THE NEW WORLD- SKY-HI （J-WAVE制作）               | 0  |
| 1  | - [MONDAY] MIDNIGHT GARAGE - 土井コマキ - [TUESDAY] FLEEKLOUNGE - 板東さえか - [WEDNESDAY] THE OVERSEAS - 深町絵里 - [THURSDAY] RADIO ∞ INFINITY - ハタノユウスケ | ROCK ON● - 伊藤政則                                                                          | 802 Palette- 豊田穂乃花                                        | FREE SPIRIT（フィラー放送/メンテナンスで休止の場合もあり） | 1  |
| 2  | - [MONDAY] MIDNIGHT GARAGE - 土井コマキ - [TUESDAY] FLEEKLOUNGE - 板東さえか - [WEDNESDAY] THE OVERSEAS - 深町絵里 - [THURSDAY] RADIO ∞ INFINITY - ハタノユウスケ | ROCK ON● - 伊藤政則                                                                          | 802 Palette- 豊田穂乃花                                        | FREE SPIRIT（フィラー放送/メンテナンスで休止の場合もあり） | 2  |
| 3  | RADIO CONTINUOUS（フィラー放送） | RIVERSIDE IN YOUR HEART- 岡田夏旺 / 中島大静 （隔週担当）                                    | 802 Palette- 豊田穂乃花                                        | FREE SPIRIT（フィラー放送/メンテナンスで休止の場合もあり） | 3  |
| 4  | RADIO CONTINUOUS（フィラー放送） | RIVERSIDE IN YOUR HEART- 岡田夏旺 / 中島大静 （隔週担当）                                    | 802 Palette- 豊田穂乃花                                        | FREE SPIRIT（フィラー放送/メンテナンスで休止の場合もあり） | 4  |

　

●印は『FM802&FM COCOLO DUAL MUSIC PROGRAM』として、FM802とFM COCOLOの両局にて同時放送。
★印はエンディングでDJのクロストークが実施されている番組。なお、6月と12月に実施されるSPECIAL WEEKでは、生放送を行っている番組のエンディングでDJのクロストークが実施される。
随時、『FM802 INFORMATION』（Headline News・Weather Information・Traffic Information）が挿入される。
なお月曜 - 金曜日が祝日の場合、11:00 - 23:48の間の時間帯で『FM802 HOLIDAY SPECIAL』が放送されることがあり、その場合は当該時間帯の通常番組は休止、または放送時間を変更して放送する。

## ディスクジョッキー
番組を担当しているDJは、他の関西地区の放送局にはDJとしてはレギュラー出演させない「独占契約」として他局との差別化を図っている（FM COCOLOに関しては前述）。ただし、他の在阪ラジオ局の番組にゲスト出演したり、在阪テレビ局の番組にレギュラー出演するのは認められている。
また、アーティストが「アーティストDJ」として名を連ねている（後述）が、無名アーティストが出演しているFM大阪に比べ、一定の知名度があるアーティストが出演する傾向にある。
毎年DJオーディションを行い人材を確保しているが、DJ経験・未経験は問わないので近年では三原勇希や深町絵里の様に直前まで在阪他局に出演していた人物と契約するケースも増えてきている。
2025年4月現在
| 男性 - 浅井博章 - 飯室大吾 - 伊藤政則 - 大抜卓人 - 落合健太郎 - 中島大静 - 中島ヒロト - 西田新 - ハタノユウスケ - 樋口大喜 | 女性 - 内田絢子 - 岡田夏旺 - 加藤真樹子 - 高樹リサ - 田中乃絵 - 田中麻希 - 土井コマキ - 豊田穂乃花 - 早川和余 - 板東さえか - 深町絵里 - 吉岡里帆 |

過去
- 仁井聡子
- 吉村昌広
- 松永恵麗奈
- 竹内琢也
- 野村雅夫
- 河嶋奈津実
- 鮎貝健
- 池田なみ子
- 植松恭子
- 江越哲也
- 岡本祐佳
- 小田靜枝
- 尾上さとこ
- 桂木まや
- 加藤賢崇
- 加藤美樹
- 金子奈緒
- カマサミ・コング
- 金明順
- KIYOMI（山崎清美）
- 鬼頭由芽
- 久保田コージ
- 小嶋晶子
- 酒巻光宏
- 桜井雅斗
- 佐藤晃一
- ジーン長尾
- シャーリー富岡
- 鈴木しょう治
- 鈴木理恵
- SUPER MASA
- タケモトコウジ
- 田淵麻里奈
- 田村淳一
- ちわきまゆみ
- 塚本翔大
- デイル
- TOGGY
- 土山和子
- ドン・ビーバー
- 中島らも
- 成田真美
- 西任白鵠（西任暁子）
- 浜平恭子
- 秀島史香
- 平野聡
- ヒロ寺平
- 藤田幸恵
- ブライアン・バートンルイス
- マーキー
- 前野利依
- 升毅
- 光岡ディオン
- 三原勇希
- 森田恭子
- 矢口清治
- わかぎゑふ
- 山添まり

ほか

### アーティストDJ
2025年4月現在
- 斎藤宏介（TenTwenty/UNISON SQUARE GARDEN)
- JIRO（GLAY）
- SKY-HI
- Tele
- 中島颯太（FANTASTICS from EXILE TRIBE）
- なち（サバシスター）
- 山村隆太（flumpool）
- 柄須賀皇司（the paddles）

過去
- Ito（PEOPLE 1）
- Maika（Chilli Beans.）
- 塩塚 モエカ（羊文学）
- ムツムロ アキラ（ハンブレッダーズ）
- 10-FEET
- Vaundy
- suis（ヨルシカ）
- 山本彩
- はっとり（マカロニえんぴつ）
- milet
- ビッケブランカ
- 石原慎也（Saucy Dog）
- 藤原聡（Official髭男dism）
- あいみょん
- Rover（ベリーグッドマン）
- 片岡健太（Sumika）
- KAN
- 谷村有美
- チチ松村（ゴンチチ）
- 東京スカパラダイスオーケストラ
- 吉田美和（DREAMS COME TRUE）
- 桜井和寿（Mr.Children）
- 槇原敬之
- 山崎まさよし
- 沢知恵
- 草野マサムネ（スピッツ）
- スガシカオ
- SHOGO（175R）
- 岸田繁（くるり）
- KREVA
- 藤巻亮太（レミオロメン）
- コブクロ
- ヒダカトオル（BEAT CRUSADERS）
- 渡和久（風味堂）
- Salyu
- 絢香
- 越智志帆（Superfly）
- 須藤寿（HiGE）
- 藤原さくら
- Dream Ami
- 小曽根真
- ランキン・タクシー
- 佐藤竹善（SING LIKE TALKING）
- 桃野陽介（monobright）
- 山森大輔（ROCK'A'TRENCH）
- 阿部真央
- 光村龍哉（NICO Touches the Walls）
- 小山田壮平（andymori）
- ハマ・オカモト（OKAMOTO'S）
- トータス松本（ウルフルズ）
- 真心ブラザーズ
- カジヒデキ
- 蒼山幸子（ねごと）
- 河村隆一
- 川上洋平（［Alexandros］）
- 三浦大知
- 岡野昭仁（ポルノグラフィティ）
- 谷口鮪（KANA-BOON）
- ハルカトミユキ
- いちろー（東京カランコロン）
- ヤマサキセイヤ（キュウソネコカミ）
- 高城晶平（cero）
- 田邊駿一（BLUE ENCOUNT）
- YONCE（Suchmos）

ほか

## 関連書籍
- 森綾『読むFM802―OSAKAで一番HOTなラジオ局の軌跡』（1994/10、日経BP） ISBN 4-8227-4013-7

### 註釈
1. ↑  当局に先立つこと4年前に神奈川県で開局していたFM横浜では、逆に既存局（NHK横浜FM：81.9MHz、NHK東京FM：82.5MHz、FM東京：80.0MHz）より周波数が高い84.7MHzだったことから、似たような意味合いで「右へ数センチで、夏です」というフレーズが開局当時に使われていた。
2. ↑  実際は子会社の802メディアワークス。
3. ↑  アメリカ統治時代の沖縄を加えると、琉球放送ラジオ（現・RBCiラジオ）と宗教放送局である米国法人の極東放送（当時のFEBC沖縄）が日本語放送と英語放送の1局2波（FEBC沖縄では中国語放送も加えた3波）体制が昭和30年代から行われていた。ともに、琉球放送は英語放送が1973年11月1日に、FEBC沖縄は中国語放送が日本復帰当日の1972年5月15日に廃止、後の同年12月15日に新設した日本法人の財団法人極東放送（後に株式会社化、現・エフエム沖縄）に日本語放送を譲渡して米国法人のまま英語放送1波となり1977年1月15日に廃局した。なお、沖縄の日本復帰当時、短波放送以外の日本での民放単営局複数波の運営は過去にも前例がないことに加えて、同業他社との競争力低下を招く恐れがあるとして認められなかったため、FEBCはその方針に従って前述通り日米各法人別で運営したが、琉球放送は復帰後も聴取者保護のため特例として放送免許期限の1973年10月まで1局2波で運営した。また、日本のAM放送では沖縄の日本復帰前後を通した両局の事例が唯一だった。
4. ↑  もっとも、民放FM局では、JFN・独立系を含めて演歌を放送する局および番組自体が少ない（数少ない実例としては、番組では過去には広島エフエム放送の『FM歌謡春秋』。2025年現在ではBAYFMの『Song of Japan』（番組コンセプトに沿った選曲基準が昭和歌謡）、FM NACK5の『Beautiful Songs〜こころの歌〜』がある。局のコンセプトとしては、ある種の差別化として本局とは逆に音楽を演歌・歌謡曲に特化しているコミュニティ放送の京都リビングエフエムなど）。
5. ↑  作詞・作曲者や非ジャニーズ系歌手によるカバー曲は放送されたことがあり、中でも『夜空ノムコウ』のスガシカオによるバージョンはOSAKAN HOT 100で週間1位を獲得している[21]。
6. ↑  当時ジャニーズ事務所に所属していた赤西仁の「TEST DRIVE featuring JASON DERULO」は流された[22]。
7. ↑  2013年3月24日に放送された『SAISON AMERICAN EXPRESS CARD VINTAGE GARAGE』（J-WAVE制作、当時はJFL系5局同時ネット番組）にTOKIOの国分太一がゲスト出演した回は、本放送局のみ一部オンエア曲の差し替えが発生しており、公式サイト内のソングリストにその旨が記載されている[23]。
8. ↑  ジャニーズ所属タレントが出演するラジオCMはそのまま放送される（例としてTOKIOが出演するSUZUKI SOLIOのCMが挙げられる）。
9. ↑  乃木坂46・櫻坂46など坂道シリーズも含む。なお、2015年8月17日～21日に放送された『School TV DREAM TRAIN』（J-WAVE制作、JFL系3局ネット番組）に総監督（当時）の高橋みなみがゲスト出演した際には、本放送局でもAKB48の曲がオンエアされ[24]、2016年3月21日放送の『TACTY IN THE MORNING』内でもオンエアされた[25]。また、FM COCOLOでは散発的にオンエアされたことがある。
10. ↑  山本彩（元NMB48）の楽曲や、アイドル系歌手以外に秋元が作詞した楽曲や、ハロープロジェクト関連以外につんくが作詞・作曲した楽曲や、非アイドル系歌手によるカバーについては流れる場合がある[26]。
11. ↑  Folderの「I WANT YOU BACK」はOSAKAN HOT 100でもランクインしたことがある[27]。
12. ↑  ただし、『REDNIQS』ではBABYMETALがゲストとして登場したことがあり、同番組では同グループの曲が放送されることがある（もっとも、BABYMETALをアイドルとして扱うかどうかは見解が分かれる面がある）。
13. ↑  ジャニーズ所属タレント同様、ラジオCMはそのまま放送される(例としてももいろクローバーZが出演するスズキ・ハスラーや乃木坂46メンバーが出演するマウスコンピューター、NMB48メンバーが出演する上新電機のCMが挙げられる)。
14. ↑  ただし、2010年代後半では大半のグループについてはオンエアが解禁され、BTSやTWICEなどに関してはOSAKAN HOT 100にもランクインされている[28][29]。
15. ↑  大阪資本の吉本系。お笑い芸人本体（羞恥心・クマムシなど）はオンエアしない。
16. ↑  大部分のスターダストアイドル、すなわちももいろクローバーZ・私立恵比寿中学・TEAM SHACHI（チームしゃちほこ）の曲はオンエアしていない。
17. ↑  802でオンエアしない超特急・Dream5にも小室プロデュースの曲がある。
18. ↑  TM NETWORKにおいての小室が作曲した曲や、ブーム以前を中心とした「小室ファミリー」以外への提供曲についてはオンエアされることがあった。
19. ↑  なお、それ以前はTRFの曲もオンエアされており、OSAKAN HOT 100のチャートにもランクインしていた[31][32]。
20. ↑  802が18 - 34歳なのに対し、COCOLOは45 - 64歳である。
21. ↑  2015年9月より関西圏のセブン-イレブン限定で、ミニサイズの復刻版バンパーステッカー（全10種類でランダム）がおまけについた本放送局と味覚糖のコラボ商品が発売されていた。
22. ↑  一例として、ネット受けしている『SUNSTAR MIDNIGHT HARBOUR』は番組制作局のFMヨコハマの場合、パーソナリティの酒巻光宏が提供アナウンスを日本語で読み上げているが本放送局では女声の英語アナウンスに差し替えられている。
23. ↑  番組により日本語読みと英語読みが混在している。
24. ↑  ライバル局のFM OH!も本放送局と同様であったが、その後2013年10月より番組専用メールアドレスからの受け付けも可能になっている（エフエム大阪#自社制作枠の減少・他局の台頭も参照）。
25. ↑  この場合、FM802という名称は企業としての株式会社FM802を指しており、放送局としてのFM802ではない事に留意する必要がある。
26. ↑  この2番組は制作局である本放送局側とInterFM897側の双方に公式サイトが存在し、後者では独自のメールアドレスも設定されている。ちなみにInterFM897は木下工務店の完全子会社であるキノシタ・マネージメントの子会社であったが、2020年9月に全国FM放送協議会（JFN）向けの番組制作会社であるジャパンエフエムネットワーク（JFNC）の完全子会社に移行している。
27. ↑  当時はアルファベットと算用数字を商号に使用することができなかった上、現在でも漢数字の「〇」が使用できないため、この表記となった。
28. ↑  FM802の子会社が運営するFM COCOLOの番組にはそれ以降も出演。
29. ↑  1口の応募に対し、各番組毎に発表されるキーワード（番組毎に異なる）1つが必要となる関係上、他局制作番組も本放送局のみナビゲーターがキーワードを読み上げるバージョンに差し替えられる
30. ↑  会場となる万博記念公園自然文化園への入場料が別途必要となる
31. ↑  基本的に冠スポンサーが付く自社制作の特別番組が放送されるが、J-WAVE制作のネット受け（JFLネット）、2つの特別番組を11:00 - 15:00と15:00 - 18:50に分けて放送、もしくは祝日でも通常番組を放送、のどれかに該当するケースもある
32. ↑  三原は『INTRO-JUICE 802』担当直前まで毎日放送（現：MBSラジオ）『オレたちゴチャ・まぜっ!〜集まれヤンヤン〜』に出演。『INTRO-JUICE 802』終了後は802単独での番組は持っていないがJ-WAVE制作の『ROPPONGI PASSION PIT』を実質の後番組としてネットしている。
深町は『WEEKEND PLUS』担当直前までNHK大阪FM『かんさいミュージックBOX なみはな』を担当していた。